# Lubuk Dalam (Tanjung Sakti Pumi)
Lubuk Dalam is een bestuurslaag in het regentschap Lahat van de provincie Zuid-Sumatra, Indonesië. Lubuk Dalam telt 645 inwoners (volkstelling 2010).